# NIC-47
La NIC-47  es una importante carretera nacional clasificada como colectora secundaria en Nicaragua. Esta vía comienza en el Suroeste, conectándose con la NIC-1 en Ciudad Darío y continúa en la 1 Avenida Este en Matagalpa, departamento de Matagalpa.

## Extensión
Con una extensión de 29,46 millas (47,4 km), la NIC-47 juega un rol clave en la conectividad y transporte de la región.